# Clinton Clean Energy Center

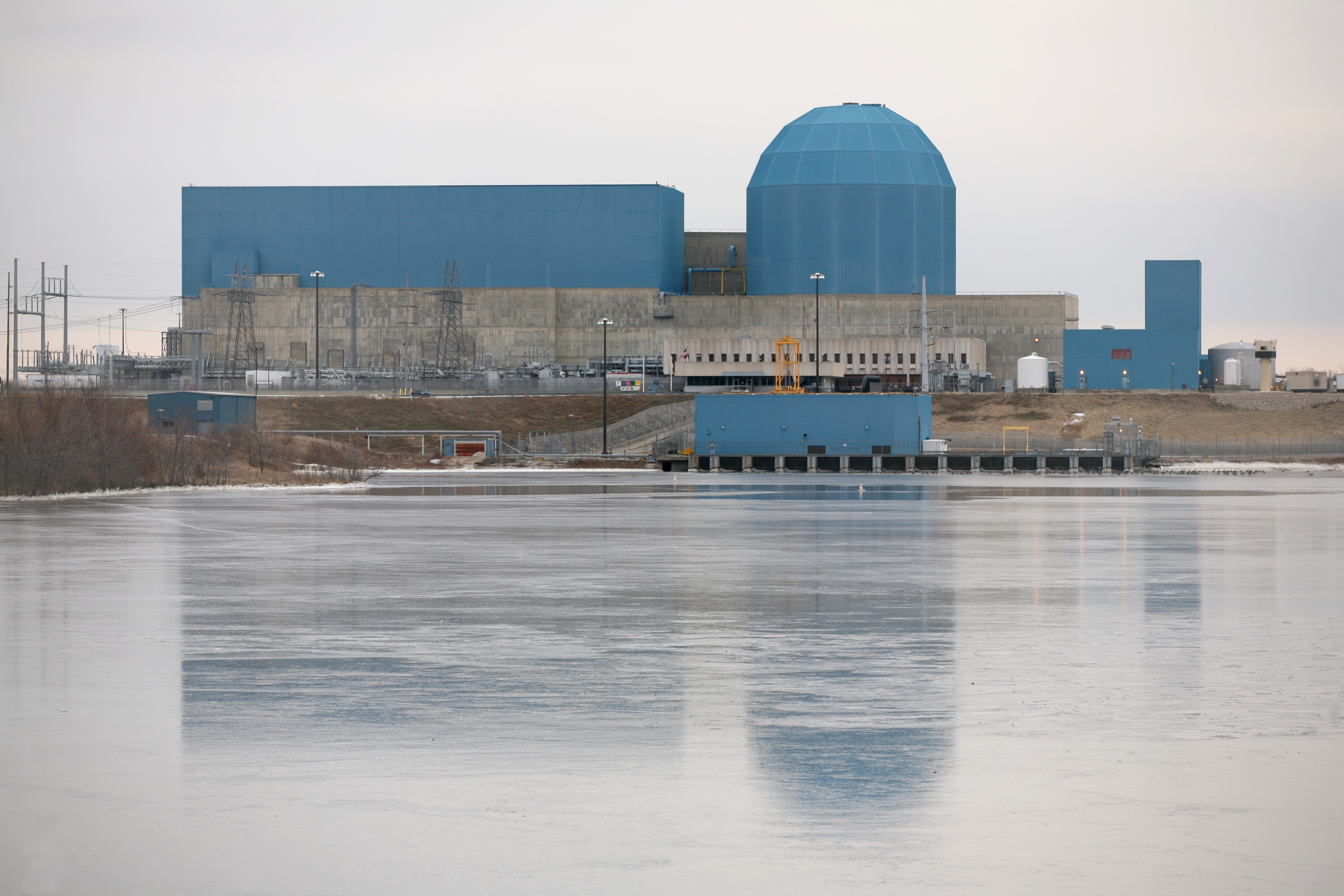
Clinton Clean Energy Center, 2008.

Clinton Clean Energy Center är ett kärnkraftverk med en kärnreaktor som kan producera maximalt 1 092 megawatt (MW) elektricitet, vilket motsvarar elektricitet för mer än 800 000 bostäder. Kärnkraftsanläggningen ligger på ett 5 787 hektar (14 300 acre) stort område i Clinton, Illinois i USA. Clinton ägs till 100% av Constellation Energy.
Kärnkraftverkets reaktor kom i drift den 15 september 1987.